# Gi Hyeong-do
Gi Hyeong-do (* 16. Februar 1960 in Ongjin, Incheon; † 7. März 1989 in Seoul) war ein südkoreanischer Lyriker.

## Leben
Gi Hyeong-do wurde am 16. Februar 1960 in Incheon geboren. Sein Spitzname unter Kritikern war Personifikation der schwarzen Ontologie und er war eine der originellsten Stimmen der koreanischen Lyrik. Seine Kindheit war geprägt von Elend und extremer Armut, dem Tod seiner Schwester und der schweren Krankheit seines Vaters, was seine poetische Perspektive stark beeinflusste.
Er machte seinen Abschluss in Auslandspolitik und Diplomatische Beziehungen an der Yonsei-Universität. Während er anfing als Reporter für den JoongAng Ilbo zu arbeiten, begann er Gedichte zu veröffentlichen, die geprägt waren von kraftvoller Individualität und einem extrem pessimistischen Weltbild. Obwohl er starb, bevor er Anerkennung als Lyriker erlangte, werden seine Gedichte heutzutage als Meisterwerke der modernen koreanischen Literatur angesehen. Selbst fünfzehn Jahre nach seinem Tod ist Gis Ansehen in der Öffentlichkeit nicht gesunken.
Eine Sammlung seiner Essays Bericht einer kurzen Reise (짧은 여행의 기록) wurde posthum an seinem ersten Todestag veröffentlicht. Die Sammlung Die Liebe ist weg und ich schreibe (사랑을 잃고 나는 쓰네) kam zu seinem fünften Todestag heraus und enthält Essays in Erinnerung an den Dichter. 1999 erschienen die Gesammelten Werke von Gi Hyeong-do (기형도 전집). Der einzige Band mit Gis Gedichten, Ein schwarzes Blatt in meinem Mund (입 속의 검은 잎), wurde 1989 posthum veröffentlicht und bis heute über 40.000-mal verkauft. Dieses Werk ist getragen von der Psychologie des Terror und der Ungerechtigkeit, die dem alltäglichen Leben immanent sind. Gis Lyrik erkundet Themen wie Armut, Tod, Entfremdung und Krankheit mit besonderer Wärme und lyrischer Schönheit. Durch die schmerzvollen Erfahrungen in seinem Leben entwickelte Gi einen einzigartigen Sinn für die sogenannte Ästhetik des grotesken Realismus, welche beunruhigende und bizarre Bilder verwendet, um die Unmöglichkeit von Kommunikation in der Moderne und die Aussichtslosigkeit von Existenz im Allgemeinen auszudrücken.
Gi starb mit neunundzwanzig Jahren an einem Schlaganfall. Seine Leiche wurde in den frühen Morgenstunden des 7. März 1989 in einem Theater in Jongno 3-ga, einem Stadtbezirk in Seoul, aufgefunden. Bei dem Theater soll es sich angeblich um einen Treffpunkt für Homosexuelle gehandelt haben. Zu diesem Thema existieren jedoch stark umstrittene Annahmen.

## Arbeiten

### Koreanisch
- 입 속의 검은 잎 Ein schwarzes Blatt in meinem Mund (1989)
- 짧은 여행의 기록 Bericht einer kurzen Reise (1990)
- 사랑을 잃고 나는 쓰네 Die Liebe ist weg und ich schreibe (1994)
- 기형도 전집 Gesammelte Werke von Gi Hyeong-do (1999)

### Deutsch
- Schwarzes Blatt im Mund. Gedichte. Aus dem Koreanischen von Kim Nam Hui und Torsten Israel. Wunderhorn, Heidelberg 2019, ISBN 978-3-88423-597-3

## Auszeichnungen
- 1982: 윤동주문학상 (Yun Tong-ju Literaturpreis)